# Бустан Саади
Бустан (персијски: بوستان‎, изговара се "Бӯстāн") је књига поезије персијског песника Саaдија коју је завршио 1257. године и посветио је салгуридском атабегу Саду I или Саду II.
Ово је Садијево први дело, а његов наслов у певоду значи "воћњак". Књига садржи плодове Садијевог великог искуства и његове ставове о животу и обилује великим бројем поучних анегдота. Бустан садржи наводе о Саадијевим путовањима као и његове анализе људксе психологије. Саади често са заносом помиње своја путовања како би на тај начин саветовао читаоца, слично Езоповим баснама.
Дело је испевано у стилу меснeвије (римовани куплети).
Бустан је преведен за велике језике света.
Преписи Саадијевог Бустана, који су на наше просторе стигли посредством Османлија, и данас се чувају у јавним и приватним библиотекама широм бивше Југославије.
Постоји неколико превода Садијевог Бустана на српски језик, али је најпозанатији и најауторитативнији превод објављен 2010. године у издању Културног центар И.Р. Ирана у Београду. Превод са персијског приредио је Александар Драговић.